# Johann Petersen (Chronist)
Johann Petersen (um 1500 in Hoisdorf; † 1552 in Oldenburg in Holstein, auch Johannes Petersen) war ein deutscher Geistlicher und Chronist.

## Leben
Johann Petersen war der Sohn eines Schmieds im damals dem Hamburger Domkapitel gehörenden Hoisdorf, das später zum Amt Trittau kam. Über seine Ausbildung ist nichts bekannt. Er wurde zum Priester geweiht und Kaplan an der St.-Johannis-Kirche (Oldenburg in Holstein).
Im Verlauf der Reformation legte 1531 der letzte katholische Pfarrer Johann Pregel sein Amt nieder; gleichzeitig gelangte das Kirchenpatronat über die St. Johanniskirche aus der Hand des Landesherrn an den Magistrat der Stadt. Der Magistrat setzte Johann Petersen als ersten evangelischen Hauptpastor ein. In diesem Amt blieb er bis an sein Lebensende. Er hatte einen gleichnamigen (Nach-)Nachfolger, mit dem er mitunter verwechselt worden ist.

## Chronik
Vermutlich kurz nach 1531 verfasste Petersen eine Chronik von Holstein, Stormarn, Dithmarschen und Wagrien. Eine vermutete Urschrift in mittelniederdeutscher Sprache ist nicht erhalten. Zu seinen Quellen zählen die Werke von Albert Krantz sowie das Chronicon Holtzatiae (Holsteinische Chronik) des Presbyter Bremensis aus der Mitte des 14. Jahrhunderts.
Herausgegeben wurde die Chronik erst nach dem Tode des Verfassers. Dominicus Dräuer/Drever, der aus Goslar stammte und zu diesem Zeitpunkt in Lüneburg tätig war, übertrug sie ins Hochdeutsche und veröffentlichte sie 1557 in Frankfurt am Main. Weitere Auflagen erschienen in Lübeck 1599 und 1614 sowie in Rinteln 1627. Adam Tratziger zählte zu denen, die sie für ihre eigenen chronistischen Werke benutzten, ebenso der Lübecker Chronist Heinrich Christian Schultze.
Danach geriet sie in Vergessenheit; erst Ernst Christian Kruse machte 1820 in den Schleswig-holsteinschen Provinzialberichten wieder auf sie aufmerksam. Er gab die Chronik "für unsere Zeiten lesbar gemacht" 1827 und 1828 in 2 Bänden neu heraus.
Nach Ansicht von Franz Xaver von Wegele gehört die Chronik Petersens „ohne Zweifel zu den besseren Landesgeschichten der ersten Hälfte des Jahrhunderts“. Zwar übernehme Petersen relativ kritiklos ältere Berichte, aber seine besondere Stärke liege in der Beschreibung der Regierung von Herzog und König Friedrich I. und der Umständen der Absetzung von Christian II.

## Schriften
- Chronica || der Lande zu Holsten/ Stor=||marn/ Ditmarschen vnd Wagern/ Zeitbuch/ Wer die || Lande Regiert/ Was sich darinne zugetragen f#[ue]r Christi Geburt/|| biß in das M.D.XXXj. Jar … || beschrieben || durch || Herrn Johann Petersen.|| Braubach, Frankfurt/Main 1557,  P 1694 im VD 16., urn:nbn:de:bvb:12-bsb10861071-4
- Chronica || Oder Zeitbuch/ der Lande zu || Holsten/ Stormarn/ Ditmarschen vnd Wagern/ Wer dieselben || Lender regiert/ Was sich vor Christi Geburt/ biß in das M.D.XXXj.|| Jahr darinne zugetragen … || Von wem die Bischoffthumb daselbst gestifftet/ neben Ver=||zeichnuß der Nahmen/ der Bisschoffe zu Hamburg/ Aldenburg || vnd L#[ue]beck … || Ferner/ wie das Hertzogthumb Schleßwick an die Graffen zu Holsten || gekommen … || beschrieben. Albrecht,  Lübeck 1599, P 1695 im VD 16., urn:nbn:de:bvb:12-bsb10986378-8
- Chronica oder Zeitbuch/ der Lande zu Holsten/ Stormarn/ Ditmarschen/ und Wagern/ Wer derselben Lender regiert/ Was sich vor Christi Geburt/ biß in das M.D.XXXI. Jahr darinne zugetragen: Item/ von ihren Glauben/ Sitten/ Gewonheiten/ Krügen und Verenderung der Regimente. Von wem die Bischoffthumb daselbst gestifftet … Ferner/ wie die Hertzogthumb Schleßwick an die Graffen zu Holsten gekommen … Jauch, Lübeck 1614, 14:079112W im VD 17.
- Johann Petersens Chronica oder Zeitbuch der Lande zu Holstein, Stormarn, Ditmarschen und Wagrien. Für unsere Zeit lesbar gemacht von Ernst Christian Kruse. Hammerich, Altona 1827